# Папа Дамас I
Папа Дамас I био је римски епископ од 1. октобра 366. до 11. децембра 384. године.

## Биографија
Изабран је након смрти папе Либерија, при чему је град Рим био подељен на његове присталице и присталице антипапе Урсина, што је довело до нереда и крвопролића, који су прекинути интервенцијом војске. Након војне интервенције, Урсин је протеран. Папа Дамас I је на почетку свог понтификата често био оптуживан за подстицање убистава и за блуд. Међутим, историчари те оптужбе приписују аријанцима. 
Касније је постао познатији по томе што је за свог секретара узео Јеронима и подстакао превод Библије на латински језик, познат као Вулгата. Док је био папа одржан је Други васељенски сабор (Први цариградски сабор). На тај сабор он није био позван, а није присуствовао ниједан епископ са Запада. Папа Дамас I је проглашен за светитеља у Римокатоличкоj Цркви.